# Kaffeering

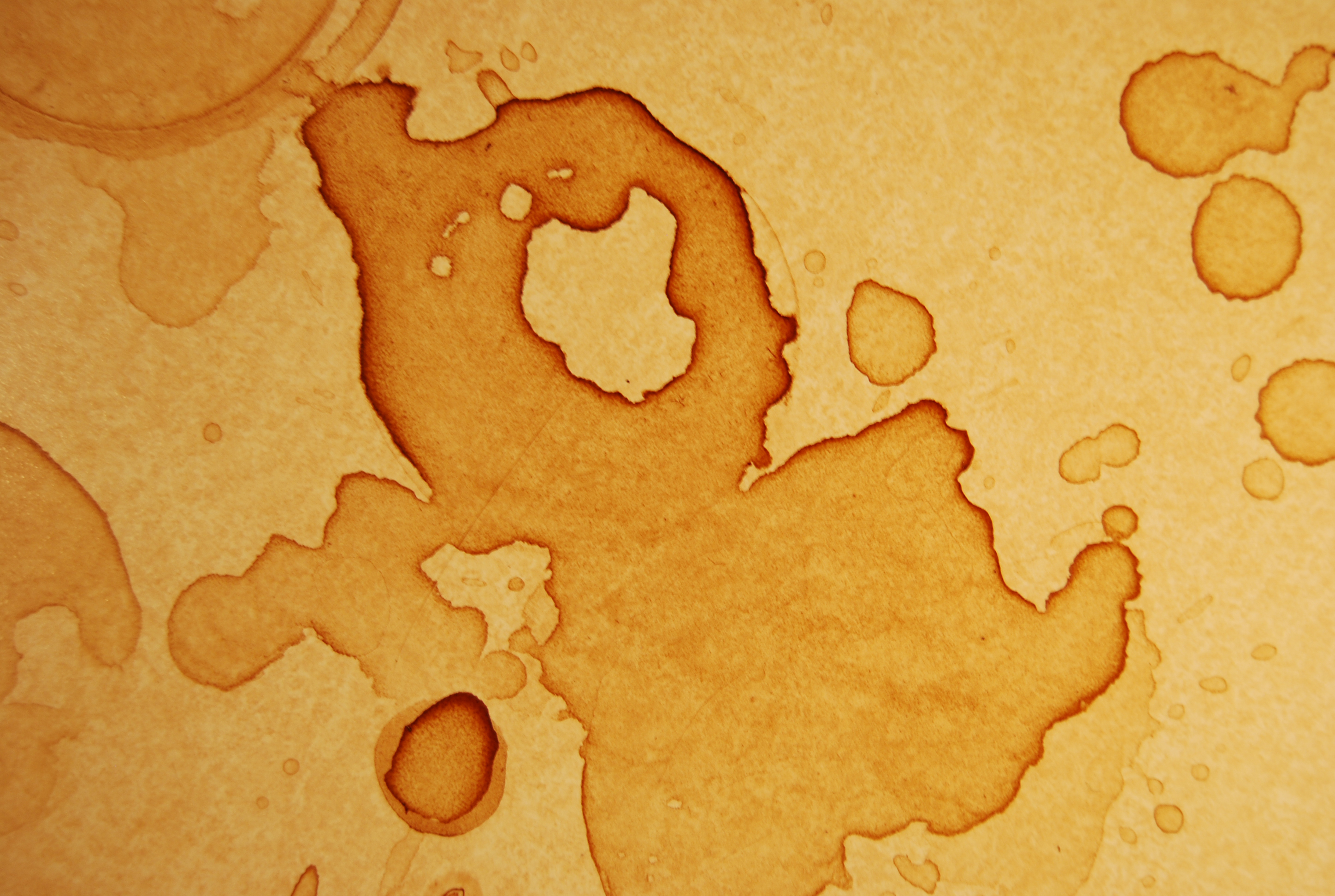
Typische Kaffeeringe auf glatter Oberfläche

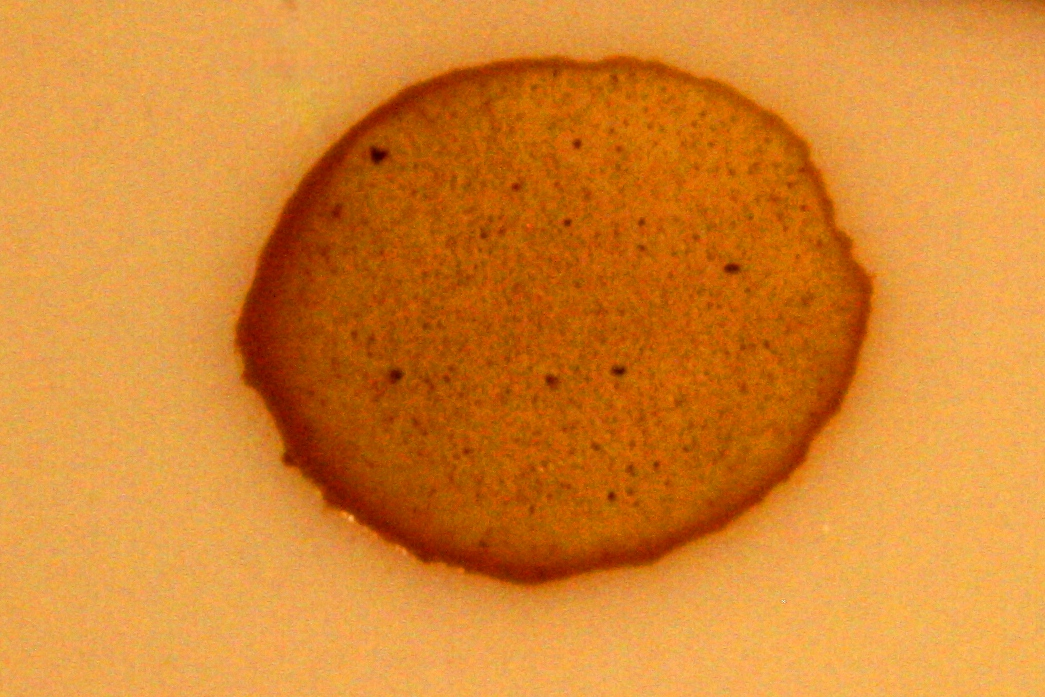
Makroaufnahme eines Kaffeerings

Als Kaffeering bezeichnet man den ringförmigen Fleck, den ein Tropfen Kaffeegetränk nach dem Trocknen auf glatter Oberfläche hinterlässt. Der Kaffeering ist vom Kaffeerand zu unterscheiden, der durch die Form des Bodens einer Tasse oder eines anderen Gefäßes entsteht, wenn verschütteter Kaffee darunter fließt. Generell tritt der Kaffeering-Effekt auf, wenn aus Tropfen von Lösungen oder kolloidalen Suspensionen auf festen Oberflächen das Lösungsmittel verdunstet.
Der Kaffeering-Effekt tritt allgemein bei der Verdunstung von Flüssigkeiten auf, die nichtflüchtigen Komponenten wie etwa Pigmente bzw. Farbstoff enthalten, beispielsweise Rotwein, Lack oder Tinte. Die nichtflüchtigen Komponenten des Tropfens bilden nach erfolgter Verdunstung des Lösungsmittels eine näherungsweise ringförmige Ablagerung, die die ursprüngliche Kontur des Tropfens nachzeichnet.

## Entstehungsmechanismus
Kaffeeringe entstehen, wenn der Rand eines liegenden oder hängenden Tropfens während der Verdunstung immobilisiert bleibt (engl. constant contact radius), die Flüssigkeit sich also nicht weiter ausbreitet (und/oder in den Untergrund einzieht, wie es bei porösen Materialien möglich wäre).
Da die Verdunstung an den Tropfenrändern am schnellsten erfolgt, die Tropfenränder aber fixiert sind, strömt Flüssigkeit vom Zentrum des Tropfens zu den Rändern nach. Somit bewegen sich auch die im Tropfen enthaltenen nichtflüchtigen Bestandteile von dessen Zentrum zum Rand, wo diese sich abscheiden.
Da der Tropfen eine gewölbte (konvexe) Oberfläche besitzt, handelt es sich bei den Strömungsvorgängen innerhalb des Tropfens um eine kapillare Bewegung.
Unter Umständen können fast alle in der Flüssigkeit dispergierten Partikel an den Rand transportiert werden. Kurz vor der vollständigen Trocknung beschleunigt sich die Bewegegung der Teilchen.
Der bei Verdunstung einer Flüssigkeit auftretende Marangoni-Effekt kann die Partikel vom Rand wieder in die Mitte des Tropfens zurückführen. Der Kaffeeringeffekt tritt also nur in Flüssigkeiten auf, in denen der Marangonieeffekt schwach ausgeprägt ist ober behindert wird. Eine Reduzierung kann etwa durch Zugabe eines Netzmittels erreicht werden. In Wasser tritt der Marangoni-Effekt nur in geringem Umfang auf und wird durch natürliche Tenside noch verringert.

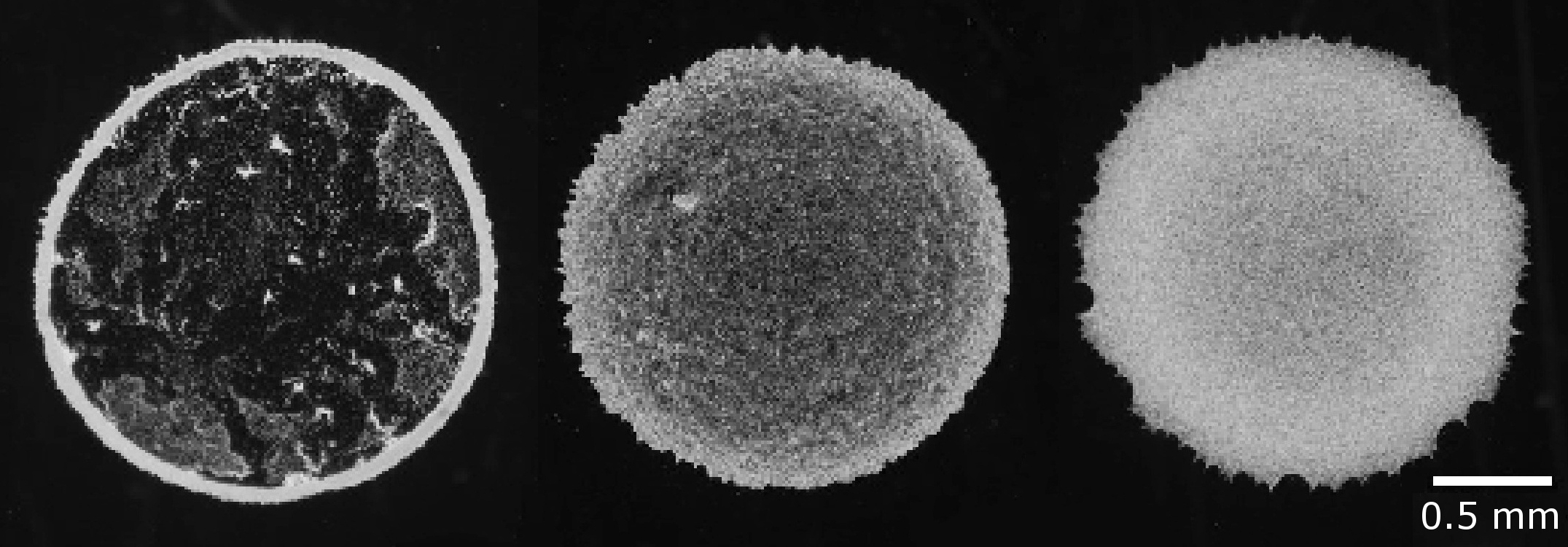
Flecken nach Verdunstung einer kolloidalen Mischung mit Polystyrolpartikeln im Durchmesser von 1,4 μm und Zellulosefasern mit einem Durchmesser von ~20 nm und einer Länge von ~1 μm. Der Polystyrolgehalt beträgt durchweg 0,1 Gewichts-%. Der Zellulosegehalt beträgt links 0, in der Mitte 0,01 und rechts 0,1 Gew.-%. Bereits eine geringe Zugabemenge der feinen Fasern behindert die Bewegung der Kunststoffpartikel.

## Vermeidung der Kaffeering-Bildung
Die Vermeidung der Kaffeering-Bildung hat erhebliche technische Relevanz, etwa für den Tintenstrahldruck in der Herstellung gedruckter Elektronik.
Nach Forschungsergebnissen von Physikern der University of Pennsylvania kann der Kaffeering-Effekt durch die Veränderung der Form der suspendierten Teilchen vermindert werden. Überschreitet die Länge der suspendierten Teilchen das Dreifache der Breite, tritt der Kaffeering-Effekt nicht mehr auf.